# Óxido de prata
Óxido de prata (I), ou simplesmente óxido de prata, é o composto químico com a fórmula Ag2O. É um pó fino preto ou marrom que é usado para preparar outros compostos de prata.